# Ломске (Нешвиц)

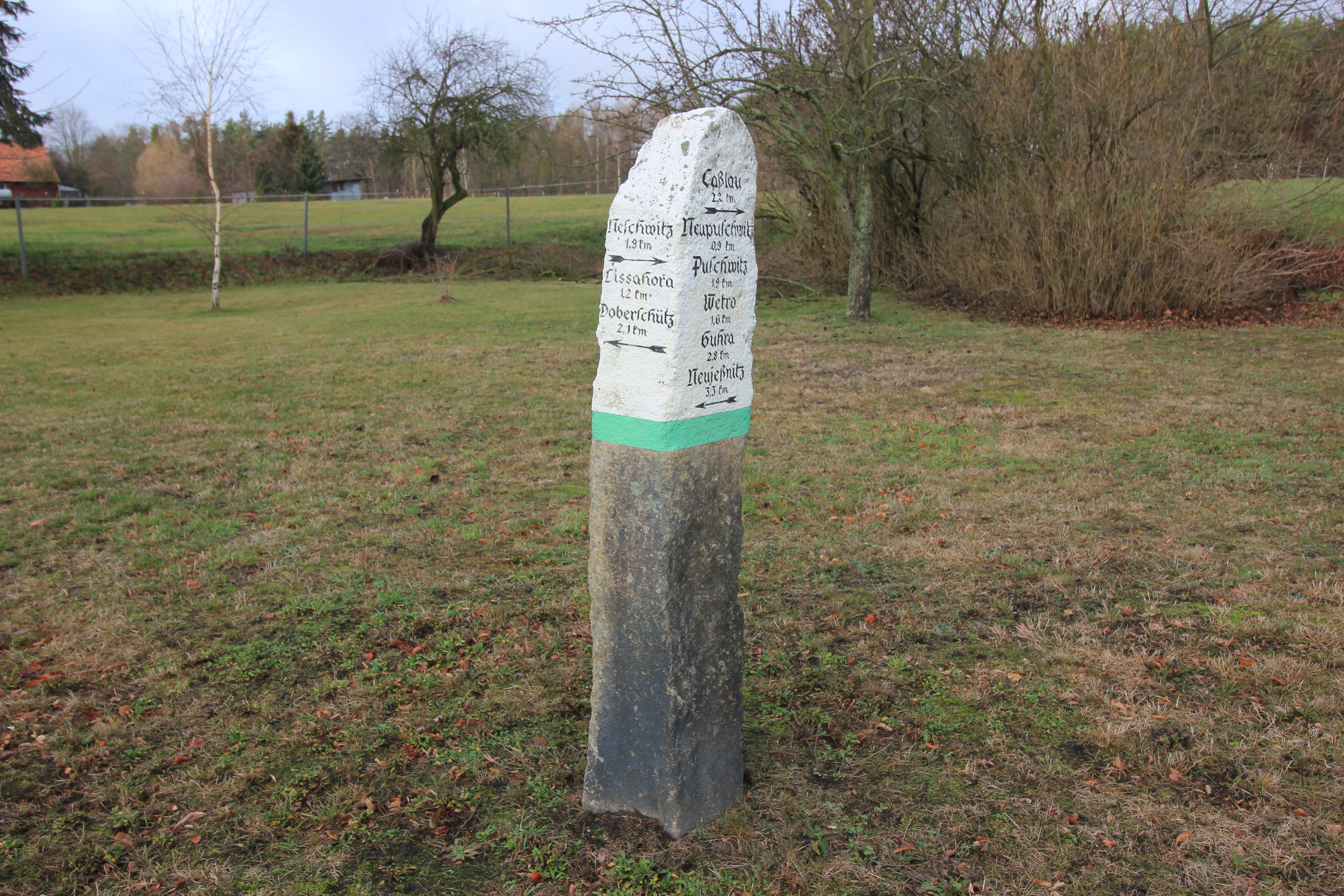
Каменный дорожный указатель, XIX век

Ло́мске или Ломск (нем. Lomske; в.-луж. Łomskо файле) — деревня в Верхней Лужице, Германия. Входит в состав коммуны Нешвиц района Баутцен в земле Саксония. Подчиняется административному округу Дрезден.

## География
Деревня имеет круговую планировку постройки жилых домов. Находится около 13 километров на северо-запад от Будишина. Граничит на востоке с административным центром общиной Нешвиц, на юге — с деревнями Нове-Бошицы и Ветров коммуны Пушвиц и на западе — с деревней Лиша-Гора. На юго-востоке деревни протекает река Шварцвассер (Чорница). Около одного километра от деревни на запад находится холм Spitzberg, высотой около 187 метров.
В лесном массиве, расположенном на северо-востоке от деревни, находятся 30 курганов бронзового века.

## История
Впервые упоминается в 1511 году под наименованием Lombschitz. С 1841 года деревня была фольварком землевладельца из Нешвица.
До 1936 года деревня имела самостоятельный статус сельской коммуны. С 1936 года входит в состав современной коммуны Нешвиц.
В настоящее время деревня входит в состав культурно-территориальной автономии «Лужицкая поселенческая область», на территории которой действуют законодательные акты земель Саксонии и Бранденбурга, содействующие сохранению лужицких языков и культуры лужичан.

## Население
Официальным языком в населённом пункте, помимо немецкого, является также верхнелужицкий язык.
Согласно статистическому сочинению «Dodawki k statisticy a etnografiji łužickich Serbow» Арношта Муки в 1884 году проживало 72 человека (из них — 71 серболужичанин (99 %) и 1 немец).
| 1834 | 1871 | 1890 | 1910 | 1925 | 2011 | 2016 |
| ---- | ---- | ---- | ---- | ---- | ---- | ---- |
| 35   | 37   | 51   | 60   | 61   | 18   | 17   |

## Достопримечательности
Памятники культуры земли Саксония
- Два каменных дорожных указателей (№ 09253322, 09253276)[7].

Другое
- Памятный знак на месте гибели польского узника Станислава Блажейчука (Stanisław Błażejczuk), расстрелянного нацистами в апреле 1942 года.